# Gordon Bay Provincial Park
|                       | Jan   | Feb   | Mär   | Apr  | Mai  | Jun  | Jul  | Aug  | Sep  | Okt   | Nov   | Dez   |   |         |
| Mittl. Tagesmax. (°C) | 5,7   | 7,7   | 10,3  | 13,3 | 17,4 | 20,1 | 24   | 24,4 | 21,1 | 14,4  | 8,3   | 5,3   | ⌀ | 14,4    |
| Mittl. Tagesmin. (°C) | −0,2  | 0,3   | 1,6   | 3,3  | 6,4  | 9,1  | 11   | 11,2 | 8,5  | 5,2   | 2,1   | −0,2  | ⌀ | 4,9     |
|                       |       |       |       |      |      |      |      |      |      |       |       |       |   |         |
| Niederschlag (mm)     | 306,4 | 253,5 | 216,7 | 123  | 84,8 | 56,7 | 38,2 | 42,1 | 62,8 | 201,4 | 339,8 | 296,8 | Σ | 2.022,2 |

| −0,2 |

| 0,3 |

| 1,6 |

| 3,3 |

| 6,4 |

| 9,1 |

| 11 |

| 11,2 |

| 8,5 |

| 5,2 |

| 2,1 |

| −0,2 |

| −0,2 |

| 0,3 |

| 1,6 |

| 3,3 |

| 6,4 |

| 9,1 |

| 11 |

| 11,2 |

| 8,5 |

| 5,2 |

| 2,1 |

| −0,2 |

Der  Gordon Bay Provincial Park ist ein 51 Hektar großer Provincial Park in der kanadischen Provinz British Columbia. Er liegt im Süden von Vancouver Island etwa 35 Kilometer nordwestlich von Duncan.
Der Park ist von Victoria aus gut auf dem Highway 1 und dem Highway 18 (Cowichan Valley Highway) zu erreichen. Der Park liegt im Cowichan Valley Regional District.

## Anlage
Der für kanadische Verhältnisse relativ kleine Park liegt im Südwesten des Cowichan Lake an der Honeymoon Bay. Das Tal gilt als der sonnenreichste Ort auf Vancouver Island und gilt auch als das Gebiet mit der höchsten Jahresdurchschnittstemperatur in Kanada.
Bei dem Park handelt es sich um ein Schutzgebiet der Kategorie II (Nationalpark).

## Geschichte
Errichtet wurde der Park im Jahr 1969. Lange bevor die Gegend jedoch Teil eines Parks wurde, war der See und seine bewaldeten Umgebung schon das traditionelle Jagd- und Fischerei-Gebiet verschiedener Stämme der Lake Cowichan der First Nations.
Auf Grund seiner relativ leichten Zugänglichkeit war die Gegend eins der ersten größeren kommerziellen Holzeinschlaggebiete auf Vancouver Island.

## Flora und Fauna
Innerhalb des Ökosystems von British Columbia wird das Parkgebiet der Coastal Western Hemlock Zone zugeordnet. Diese biogeoklimatischen Zonen zeichnen sich durch das gleiche bzw. ein ähnliches Klima und gleiche oder ähnliche biologische sowie geologische Voraussetzungen aus. Daraus resultiert in den jeweiligen Zonen dann ein sehr ähnlicher Bestand an Pflanzen und Tieren.
Im Parkgebiet wachsen hauptsächlich Westamerikanische Hemlocktannen, Douglasien, Küsten-Kiefern, Nootka-Scheinzypressen und Sitka-Fichten, allerdings wächst im Park auch der Rocky-Mountain-Wacholder. Der Wald hat einen Unterwuchs aus Schwertfarnen und Heidekrautgewächsen. Es wachsen dort die Shallon-Scheinbeere, die Gewöhnliche Mahonie, die Erlenblättrige Felsenbirne, Prachthimbeeren und der Igelkraftwurz sowie der Kanadische Hartriegel. Ebenfalls findet man im Park den Pazifischen Blüten-Hartriegel. Diese geschützte Pflanze findet sich auch im Wappen von British Columbia wieder.
Im Park und angrenzenden Gebiet leben zahlreiche kleinere und größere Säugetierarten, wie Wapitis, Columbia-Schwarzwedelhirsche, Waschbären und Rothörnchen. Auch findet sich hier eine Kolonie der bedrohten Vancouver-Murmeltiere. Im Hinterland leben aber auch Schwarzbären und Neuweltotter. Besonders reichlich ist die Vielfalt der Vogelwelt. Dort leben unter anderem Juncos, Rotrückenmeisen, Mittelsäger und verschiedene Entenvögel. Und auch der Diademhäher, der Wappenvogel British Columbias, ist hier zu beobachten.

## Aktivitäten
Aufgrund seiner sonnenreichen Lage ist der See bei der Bevölkerung sehr beliebt und dient als Naherholungsgebiet. Auf dem See ist neben Bootfahren auch Wasserskilaufen und Windsurfen sehr beliebt.
Der See ist für seine sensationelle Süßwasserfischerei im Frühling, Herbst und Winter bekannt. Angler können dann Regenbogenforellen, Cutthroat-Forellen und Dolly-Varden-Forellen fangen.
Der Park hat 126 Stellplätze für Wohnmobile und Zelte und verfügt über Sanitäranlagen mit Dusche.